# ペアランド (テキサス州)
ペアランド（Pearland [ˈpɛərlænd]）は、アメリカ合衆国テキサス州南東部に位置する都市。ヒューストンのダウンタウンから南へ約25km、州道環状8号線のすぐ南に位置し、同市の郊外都市になっている。市域の大部分はブラゾリア郡に広がり、一部が隣接するフォートベンド郡およびハリス郡にかかっている。2000年代以降急成長を遂げており、2020年国勢調査時点での人口は125,828人と、2010年時点の91,252人からは37.9%、2000年時点の37,640人からは3倍以上に増加し、ブラゾリア郡では最大、ヒューストン都市圏内の郊外都市としてはパサディナに次ぎ、テキサス州全体では第27位となっている。 

## 歴史

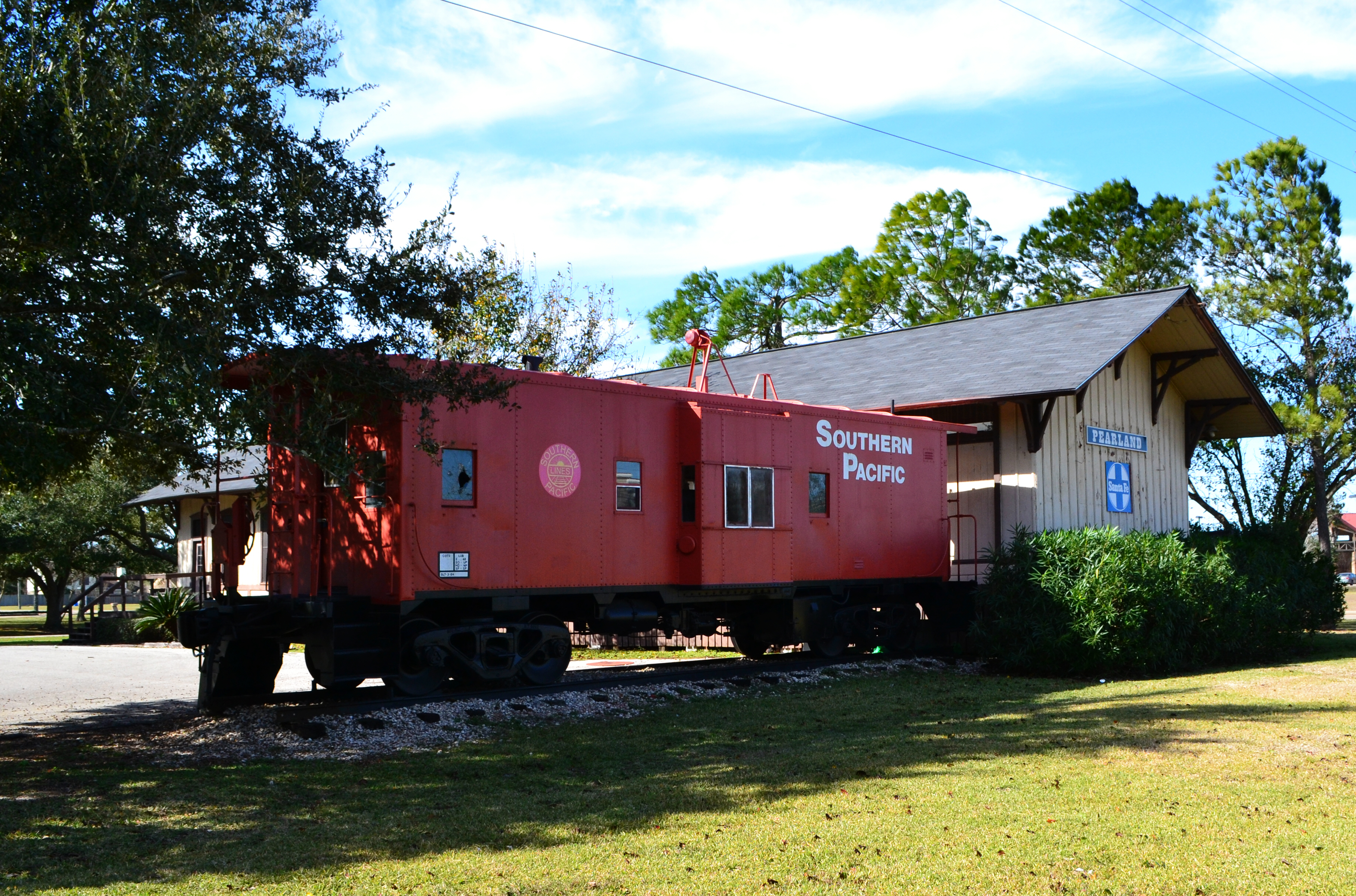
ガルフ・コロラド・アンド・サンタフェ鉄道のペアランド駅跡

ペアランドは鉄道によって成立した。古くは、1856年に免許を取得したヒューストン・タップ・アンド・ブラゾリア鉄道が、南北戦争前にはヒューストンとブラゾリア郡コロンビアとを、この地を通って結んでいた。しかし、この鉄道は南北戦争が終わる頃には廃線になっていた。やがて、1873年に免許を取得したガルフ・コロラド・アンド・サンタフェ鉄道が、ガルベストンからこの地を通って敷かれ、1882年にヒューストン方面への分岐点となる駅がこの地に設けられた。この駅がペアランドの始まりであった。1892年にはウィリアム・ザイチリンスキーがこの駅の周辺の土地が2,560エーカー（10.36km2）を購入し、町を区画した。翌1893年には、この町に郵便局が設置され、マークベルト（Mark Belt）という名がつけられたが、一帯に梨の木がたくさん植えられていたことから、同年11月にペアランドに改称された。
1900年のガルベストン・ハリケーンはペアランドにも壊滅的な被害を与え、被災後の人口流出もあって、市の人口は被災前の1/4に激減した。その後、アリソン・アンド・リッチー土地会社による「サバーバン・ガーデンズ」（Suburban Gardens）と呼ばれた新規開発とその宣伝によって、1910年代前半にはこの地の人口は増加したが、1915年のガルベストン・ハリケーンはペアランドに再び壊滅的な被害を与えた。
1915年のハリケーン被災からの復興の過程において、ペアランドの近代化が進んだ。1917年には電話回線が敷かれ、公衆電話のブースが立てられた。1934年には近隣で油田が見つかった。1940年代には、ペアランドの人口は1900年のハリケーン被災前の水準にまで戻った。1950年代には、地元のライオンズクラブの尽力で、ゴミ収集、歩道の改良、信号機の設置等、様々な改良が進んだ。
ペアランドは1959年に市制を施行した。その後は、ヒューストンに近いことから、人口が急増した。1960年に1,497人であった市の人口は、1990年にはその12倍以上、18,697人を数え、その10年後、2000年にはそのさらに倍以上の37,640人に増加した。21世紀に入っても市は高い成長を遂げ続け、2020年の国勢調査では2000年時点の3倍以上、125,828人を数え、市史上初めて、10年ごとの国勢調査の結果で10万人を突破した。

## 地理
ペアランド市庁舎は北緯29度33分0秒 西経95度15分25秒 / 北緯29.55000度 西経95.25694度に位置している。ヒューストンのダウンタウンからは南へ約25kmである。
アメリカ合衆国国勢調査局によると、ペアランド市は総面積126.49km2（48.84mi2）である。そのうち126.03km2（48.66mi2）が陸地で0.45km2（0.17mi2）が水域である。総面積の0.36%が水域となっている。ペアランドの市域はヒューストンの第2環状線である州道環状8号線（サム・ヒューストン有料道路）の南側に広がっている。市域の大部分はブラゾリア郡北端部に広がっているが、一部は隣接するフォートベンド郡およびハリス郡にかかっている。標高は市庁舎の位置で14mである。
ペアランドを含むヒューストン都市圏の気候は、蒸し暑い夏と温暖な冬に特徴づけられる亜熱帯性で、ケッペンの気候区分では温暖湿潤気候（Cfa）に属する。気候についての詳細は、ヒューストン#気候も参照のこと。

## 政治

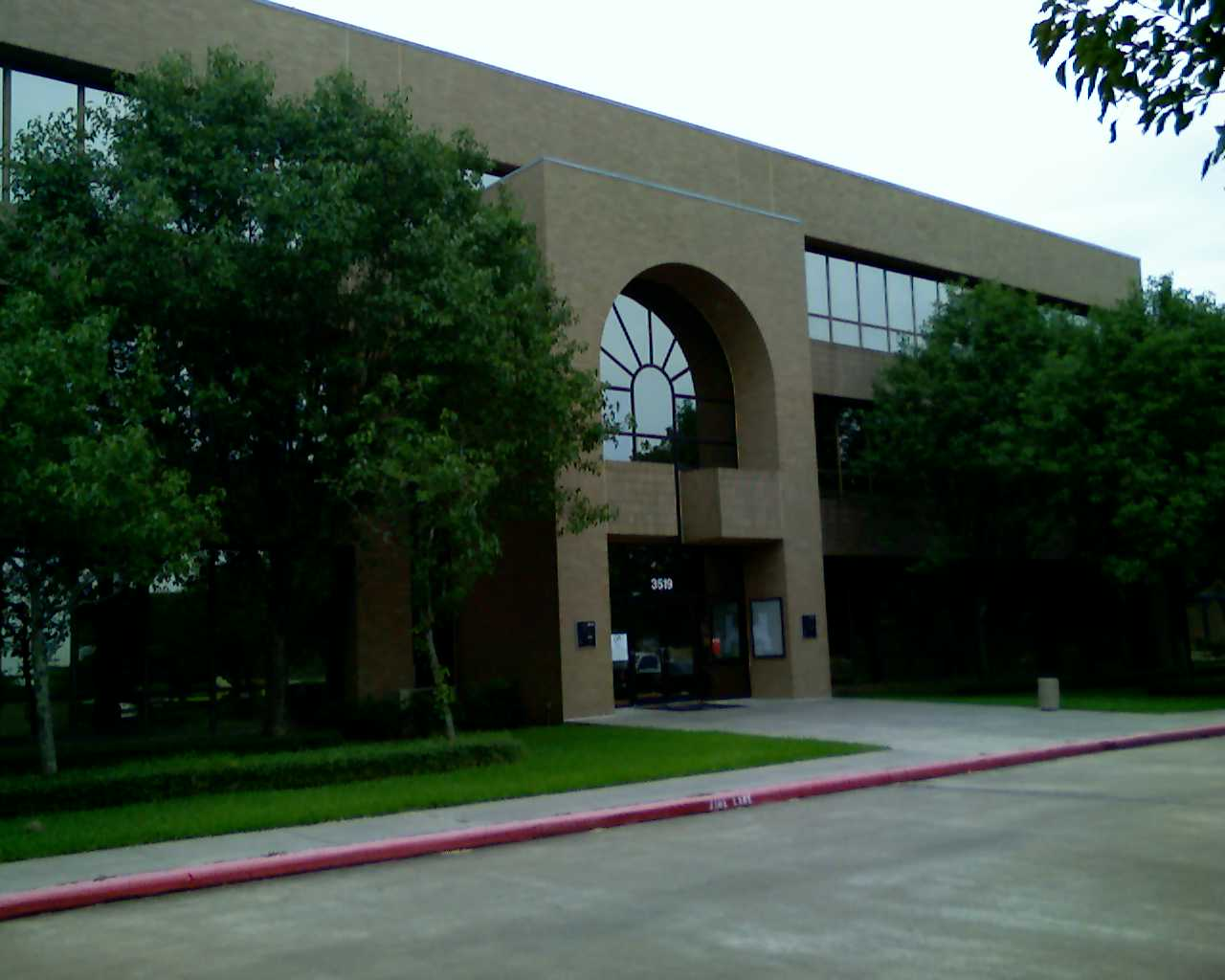
ペアランド市庁舎

ペアランドは1971年2月に住民投票により採択された市憲章に基づいて、シティー・マネージャー制を採っている。この制度の下、市の立法機関である市議会は市政府の政策を策定し、その政策を実行に移す、即ち市政府の公共サービスおよび日常実務の監督には「行政のプロ」であるシティー・マネージャーを雇ってあたらせる、という仕組みになっている。シティー・マネージャーは市政府の人事、および市の予算の作成・施行にも責任を負う。
市議会は市長および7人の議員から成っている。市をいくつかに分けた選挙区は無く、7人全員が全市から選出される。また、市長は市議員とは別に全市から選出される。市長・市議員ともその任期は3年で、毎年市議員の1/3（2人または3人）を改選する。

## 交通
ペアランドを含むヒューストン都市圏の第1空港は、ヒューストンのダウンタウンから北へ約28km、ペアランドからは約56km離れたジョージ・ブッシュ・インターコンチネンタル空港（IATA: IAH）である。同空港はユナイテッド航空（旧コンチネンタル航空）のハブ空港で、同社の便を中心に合衆国内外から多数の直行便が就航している。第2空港であるウィリアム・P・ホビー空港（IATA: HOU）はヒューストンのダウンタウンから南東へ約15km、ペアランドからは16km以内の距離であり、こちらのほうがペアランドにはずっと近い。同空港はサウスウエスト航空の焦点空港となっている。ペアランド市域の南東端（ヒューストンのダウンタウンからは南へ約31km）には、ペアランド地域空港（IATA: 無し、FAA LID: LVJ）が立地しているが、こちらはゼネラル・アビエーションと呼ばれる、自家用機やチャーター機等の発着に専ら使われている空港である。
州間高速道路はペアランド市域内を通っていないが、ヒューストンから南への放射線の1本で、ペアランド市域西部を南北に通る州道288号線が高速道路規格（かつ有料道路）になっており、ブラゾリア郡高速道路という名がつけられている。この高速道路はペアランド以南へも、郡庁所在地アングルトンやメキシコ湾岸の町フリーポートへと通じている。また、市域東部からは州道35号線がダウンタウンへ通じているほか、I-45へ数kmである。
2019年11月、ペアランドからテキサス医療センターを経由し、ヒューストンのダウンタウンへと至るパークアンドライドのバスが運行を開始した。しかし利用客数が1日20-25人と、当初の想定を大きく下回るものであったため、翌2020年4月、運行開始からわずか5ヶ月で運行終了となった。

## 教育

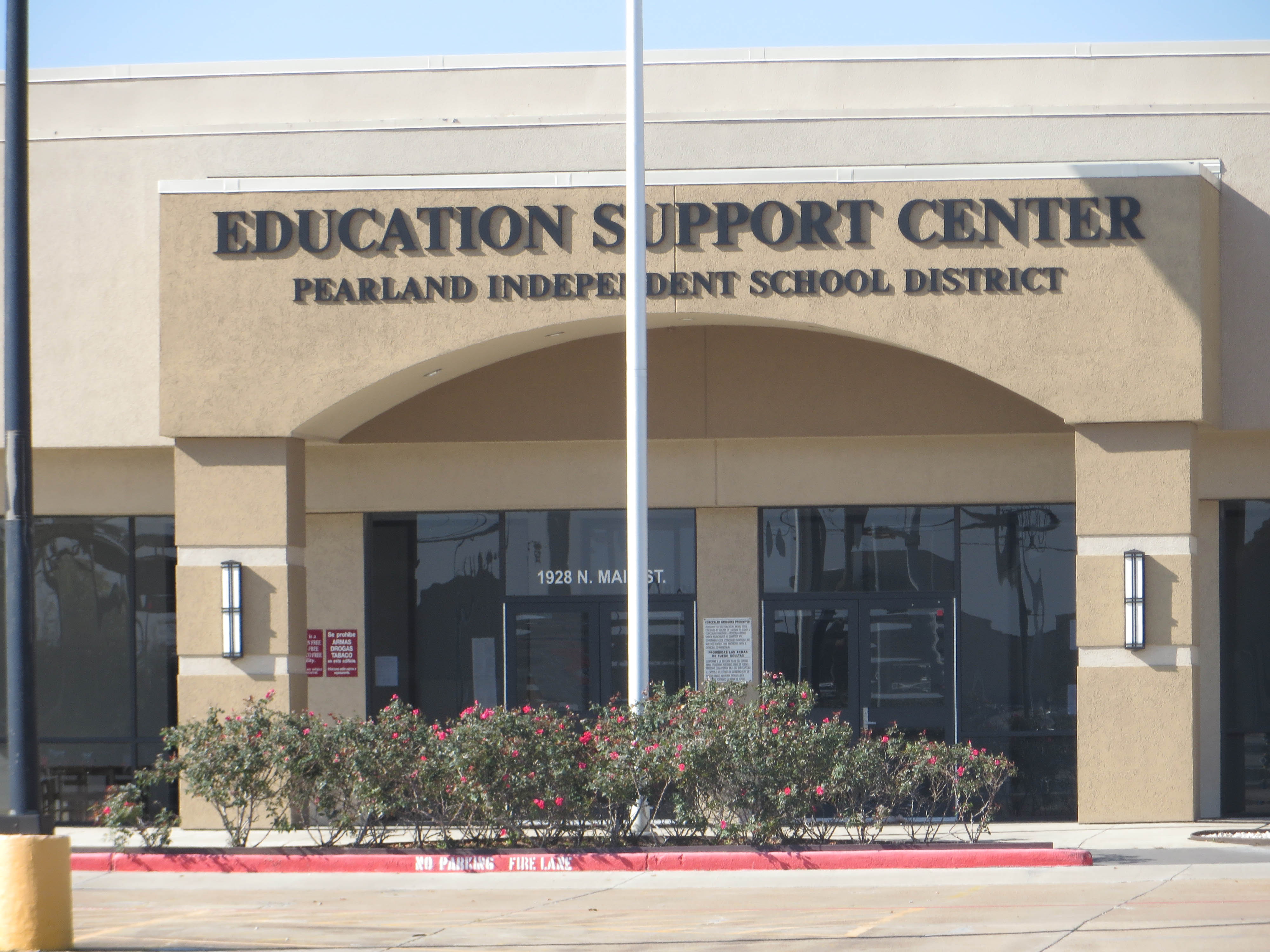
ペアランド独立学区本部

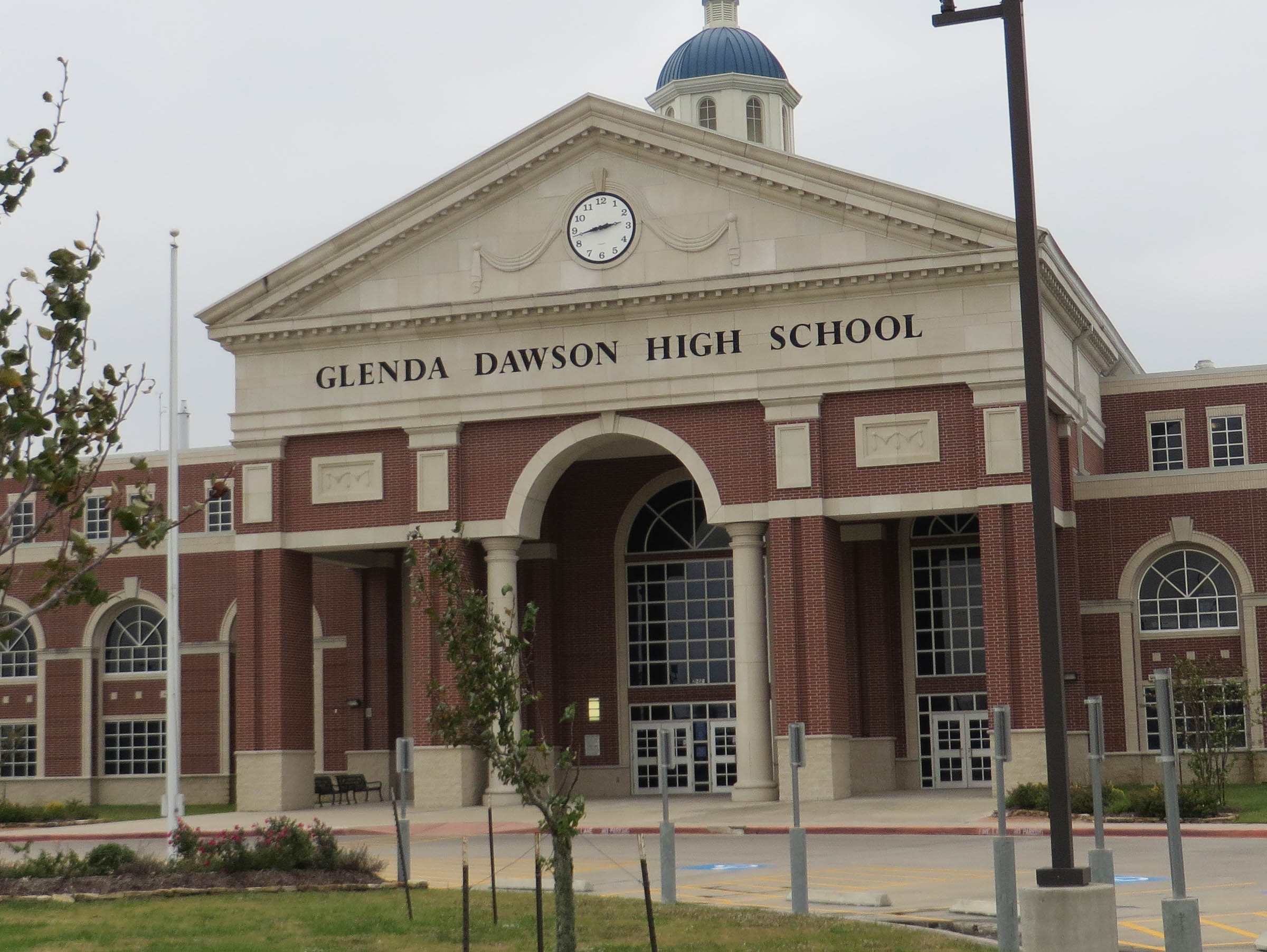
グレンダ・ドーソン高校

K-12課程に関しては、ペアランド市域の大部分はペアランド独立学区の学区域に入る。同学区は小学校（就学前・幼稚園・1-4年生）11校、中学校前期（5-6年生）4校、中学校後期（7-8年生）4校、高校（9-12年生）4校を有し、約21,000人の児童・生徒を抱えている。また、市域の一部は、隣接するアルビン独立学区、パサディナ独立学区、フォートベンド独立学区、クリアクリーク独立学区、およびヒューストン独立学区の学区域に入っている。これらの学区のうち、アルビン独立学区およびパサディナ独立学区は、ペアランド市域内にも学校を置いている。
これらの公立学校に加えて、ペアランドには教会系やモンテッソーリ教育校等の私立学校もいくつか置かれている。カトリック教会のガルベストン・ヒューストン大司教区は聖ヘレン・カトリック学校という小中一貫校（就学前・幼稚園・1-8年生）を、またファースト・バプテスト教会はイーグル・ハイツ・クリスチャン・アカデミーという小中高一貫校（就学前・幼稚園・1-12年生）をそれぞれ置いている。
ブラゾリア郡図書館システムは、ペアランド市域内にペアランド図書館、およびペアランド・ウェストサイド図書館の2館を置いている。

## 文化と名所
市南部、マクリーン・ロード沿いにはスリ・ミーナークシ寺院が立地している。インド産の御影石で造られたこの寺院はマドゥライのミーナークシ寺院のレプリカで、インド国外では唯一の、結婚の女神ミーナークシを祀ったものである。寺院内にはミーナークシのほか、シヴァ、ヴィシュヌ、およびラクシュミーの祠も置かれている。4月にはミーナークシの祭であるチッチライ祭が、また10月にはディーワーリーがここで開かれる。また、寺院のビジターセンター内にある食堂では、サモサ、タマリンドライス、マサラドーサといった、本場南インドの菜食料理が提供されている。

## 人口推移
以下にペアランド市における1960年から2020年までの人口推移をグラフおよび表で示す。ヒューストン・ザ・ウッドランズ・シュガーランド都市圏、およびヒューストン・ザ・ウッドランズ広域都市圏全体の人口については、ヒューストン#都市圏を参照のこと。
| 統計年 | 人口      |
| ------ | --------- |
| 1960年 | 1,497人   |
| 1970年 | 6,444人   |
| 1980年 | 13,248人  |
| 1990年 | 18,697人  |
| 2000年 | 37,640人  |
| 2010年 | 91,252人  |
| 2020年 | 125,828人 |